# Charles-Michel de l'Épée
L'abat Charles-Michel de l'Épée (Versalles, 24 de novembre de 1712[./Charles-Michel_de_l'Épée#cite_note-FOOTNOTEde_Gérando1856133-1 [1]] - París, 23 de desembre de 1789) va ser un educador filantròpic de la França del segle xviii, que va ser conegut com el «Pare dels sords».

## Vida

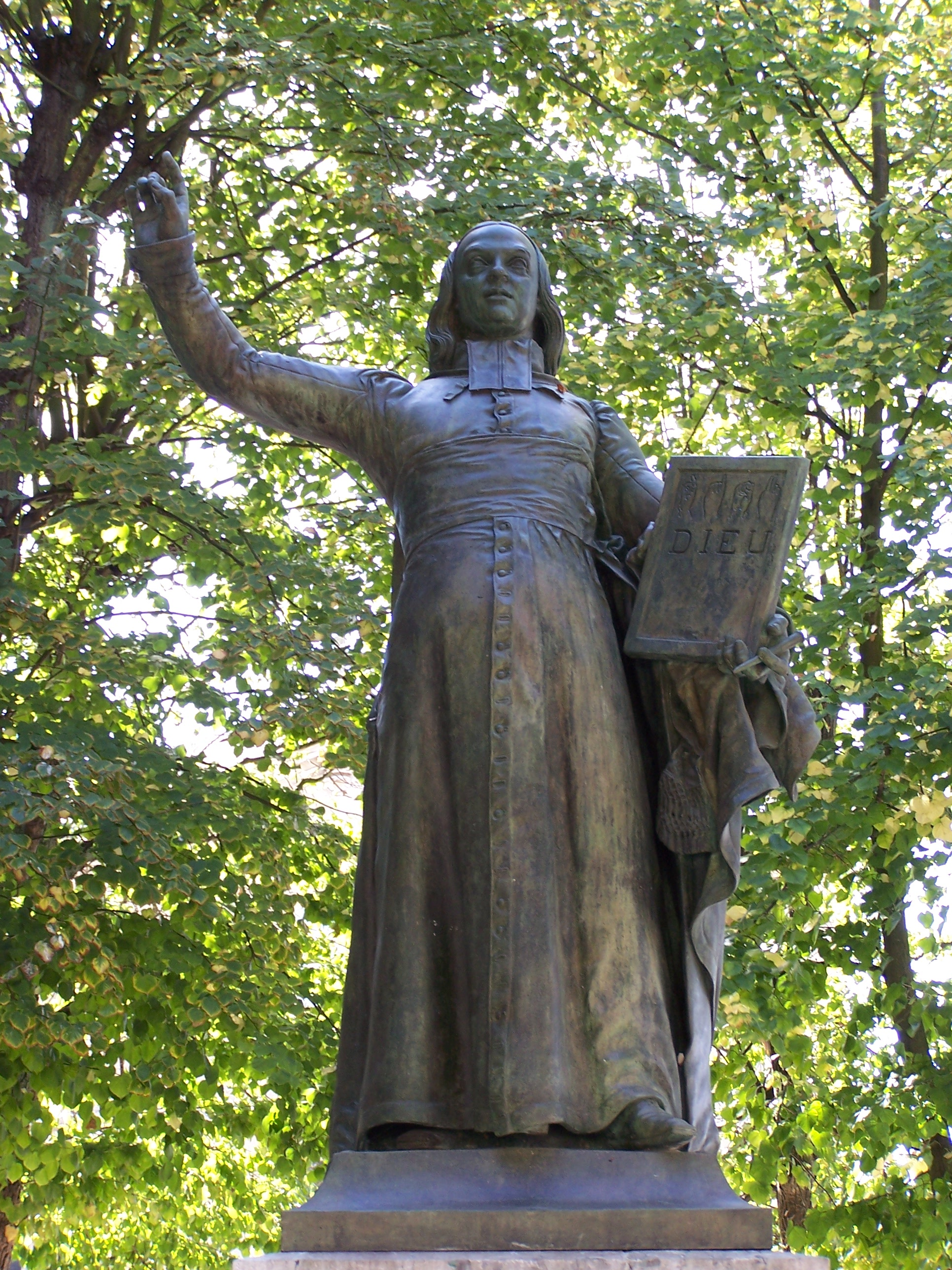
Detall del Monument à l'abbé de L'Épée (1843), per Auguste-François Michaut, situat a la catedral de Saint-Louis, Versalles

Charles-Michel de l'Épée era fill de Charles-François L'Épée i Françoise Marguerite Varignon, una família adinerada a Versalles, seu del poder polític de què era llavors el regne més poderós d'Europa. Va ser batejat el 26 de novembre de 1712 a l'església de Notre-Dame de Versailles; el seu padrí va ser el seu oncle matern, Michel Varignon, i la seva padrina va ser Catherine Fortier, vídua de Thomas Valleran, contractista dels Bâtiments du roi (Edificis del rei).
El seu pare era arquitecte expert en edificis del rei Lluís XIV i volia que el seu fill fos el seu successor. Després d'estudiar teologia i dret, Charles-Michel va triar l'Església i el sacerdoci. No obstant això, mentre estava a punt de ser ordenat, l'arquebisbe de París el va convidar a donar la seva opinió sobre el jansenisme (una heretgia popular francesa de l'època), però Charles-Michel de l'Épée no va voler pendre partit i es va veure privat de l'ordenació. Després es va unir a un col·legi d'advocats i adquireix una gran reputació com a advocat. El bisbe Bossuet li va demanar que anés a la seva diòcesi (Bossuet que era el nebot del bisbe de Meaux i gran orador Jacques-Bénigne Bossuet, que va morir en 1704); el jove advocat va abandonar la seva carrera i es va ordenar sacerdot a Troyes el 1736, i després va tornar a París en 1739.
Llavors Épée va centrar la seva atenció en els serveis de caritat per als pobres i, durant una incursió en els barris marginals de París, va tenir l'oportunitat de trobar-se amb dues germanes sordes que es comunicaven amb una llengua de signes. El 1759, quan va morir el seu preceptor, el pare Vanint, Épée va decidir dedicar-se a l'educació i la salvació dels sords i, el 1760, va fundar una escola amb la seva fortuna personal, que va acollir fins a 60 alumnes sords. En línia amb el pensament filosòfic emergent de l'època, Épée va arribar a creure que les persones sordes eren capaces d'aprendre el llenguatge i van concloure que podrien rebre els sagraments i així evitar anar a l'Infern. Va començar a desenvolupar un sistema d'instrucció de la llengua francesa i la religió. A principis de la dècada del 1760, la seva escola es va convertir en la primera escola lliure per als sords oberta al públic. L'escola va comptar amb 19 deixebles que més tard van fundar 17 escoles per als sords, incloent-hi René Dunan a Nantes.
Encara que l'interès original d'Épée va ser en l'educació religiosa, el desenvolupament d'una mena de «signes francesos» va permetre als sords defensar-se legalment als tribunals per primera vegada.
Durant la seva estada a París, l'emperador Josep II va conèixer a l'Épée i va assistir a les seves lliçons. Li va oferir una abadia que l'Épée va refusar perquè ja era ancià. No obstant això, l'emperador va enviar a un abat anomenat Storck perquè aquest aprengués la tècnica de l'Épée per a poder fundar una institució per a sords a Viena.
Épée va morir el 1789, al començament de la Revolució Francesa, i la seva tomba es troba a l'església de Saint-Roch a París, a la vora de la capella de Sant Nicolau que pertanyia a la família de La Roche.
Dos anys després de la seva mort, l'Assemblea Nacional Constituent el va reconèixer com «Benefactor de la Humanitat» i va declarar que els sords tenien drets segons la Declaració dels Drets de l'Home i del Ciutadà. En 1791, la Institution Nationale des Sourds-Muets à Paris (Institució Nacional de Sordmuts de París), que Épée havia fundat, va començar a rebre finançament del govern. Més endavant es va anomenar Institut St. Jacques i actualment s'anomena Institut National de Jeunes Sourds de Paris. Els seus mètodes d'educació s'han estès per tot el món, i actualment Épée és vist com un dels pares fundadors de l'educació dels sords.
Després de la mort d'Épée, va ser succeït per l'abat Roch-Ambroise Cucurron Sicard, que es va convertir en el nou cap de l'escola.

## El mètode educatiu amb signes (la llengua de signes)

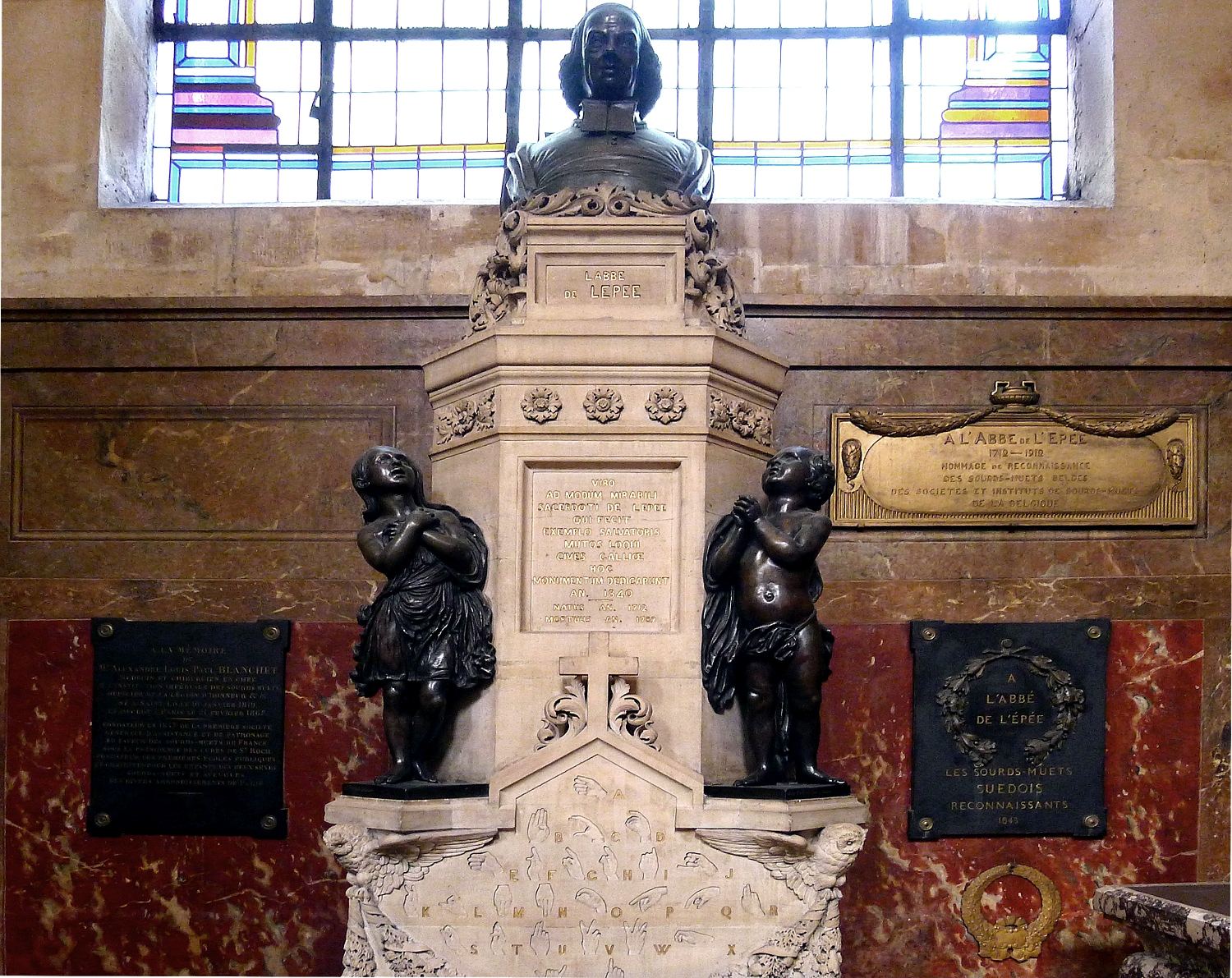
La llengua de signes d'Abbé estan representats en el seu monument funerari a l'església de Saint-Roch, París

El «mètode educatiu amb signes» d'Épée és un veritable mètode educatiu emfatitzat amb gestos o signes manuals, basat en el principi que «l'educació dels sordmuts s'ha d'ensenyar a través de l'ull el que altres persones adquireixen a través de l'oïda». Va reconèixer que ja hi havia una comunitat sorda a París que utilitzava la llengua de signes, però va veure la seva llengua (ara coneguda com a antiga llengua de signes francesa) com primitiva. Encara que va aconsellar als professors (audició) que aprenguessin els signes (lèxic) per a utilitzar-los per instruir els seus estudiants sords, no els utilitzaven a l'aula. En lloc d'això, va desenvolupar un sistema gestual idiosincràtic que utilitzava alguns d'aquest lèxic, combinat amb altres signes inventats per representar totes les terminacions verbals, articles, preposicions i verbs auxiliars de la llengua francesa.
El sistema d'Épée va establir les bases filosòfiques per a desenvolupaments posteriors de llenguatges codificats amb les mans. Per exemple, la paraula croire (creure) es va codificar amb la successió de cinc signes diferents (saber + sentir + dir + no veure + la paraula és un verb); la paraula indéchiffrable (inintel·ligible) també es va codificar amb cinc signes (interior + comprendre + possible + no + la paraula és un adjectiu). Tanmateix, igual que els llenguatges codificats manualment, el sistema d'Épée era incòmode i no natural per a la gent que l'utilitzava. Un alumne sord de l'escola (i posterior professor), Laurent Clerc, va escriure que els sords mai van utilitzar la llengua de signes per a la comunicació fora de l'aula, preferint el seu propi llenguatge comunitari (l'antiga llengua de signes francesa).
Tot i que sembla que Èpée va tenir un gran èxit amb aquest mètode educatiu, els seus èxits van ser qüestionats per crítics que van pensar que els seus alumnes seguien els seus gestos en comptes de comprendre el significat. Pierre Desloges va dir: «No és, doncs, el senyor abat de l'Épée qui va crear i inventar aquest llenguatge; al contrari, el va aprendre de les persones sordes i mudes». D'altra banda, l'agrupació dels estudiants sords de la seva institució i la necessitat de comunicar-se entre ells va afavorir i perfeccionar la llengua de signes francesa (LSF), el llenguatge natural dels sords. L'ensenyament de la llengua de signes de l'Épée va mostrar que era inútil voler ensenyar als sords sense tenir en compte la seva identitat cultural. També van practicar les tècniques de desmutalització i van adaptar a la llengua francesa les tècniques desenvolupades a Espanya per Juan de Pablo Bonet, a Anglaterra per John Wallis i als Països Baixos per Johann Conrad Amman. Van contrastar el seu mètode amb el d'altres dos preceptors de sords: Jacob Rodrigue Pereire (logopèdia) a França i Samuel Heinicke (oralisme) a Alemanya.

## Llegat educatiu
Fins i tot ara, Épée és descrit com «l'inventor de la llengua de signes» o com «qui va ensenyar als sords a parlar». De fet, va ensenyar la llengua de signes als sords. Épée va classificar i va enregistrar signes de la llengua de signes francesa per tal que poguessin ensenyar-los als altres per a ser utilitzats en l'educació, especialment sobre la fe cristiana.
El que va distingir Épée de la resta d'educadors dels sords, i va assegurar el seu lloc en la història, és que va permetre que els seus mètodes i aules estiguessin a disposició del públic i d'altres educadors. Com a resultat de la seva obertura tant com els seus èxits, els seus mètodes es tornarien tan influents que avui la seva marca encara es manifesta en l'educació dels sords. Épée també va establir programes de formació de professors per a estrangers que ensenyarien els seus mètodes als seus països i que van establir nombroses escoles per a sords tot el món. Laurent Clerc, un alumne sord de l'escola de París, va passar a co-fundar la primera escola per a sords a Amèrica del Nord i va portar amb ell la llengua de signes que va formar la base de la llengua de signes americana moderna (American Sign Language, ASL, Ameslan) incloent els signes de l'alfabet ASL.
Algunes escoles per a sords d'Alemanya i Anglaterra que eren contemporanis de l'Escola de l'Abbé de París usaven un enfocament oralista (que fa èmfasi en la lectura del llenguatge i del llavi), en contrast amb la seva creença en el manualisme (que fa èmfasi als signes realitzats amb les mans). Els seus mètodes van ser un secret molt cuidat i van veure a Épée com un rival. El debat de l'oralisme vers manualisme encara s'agreuja fins als nostres dies. De vegades, l'oralisme es denomina «el mètode alemany» i el manualisme «el mètode francès» en referència a aquella època.
L'escola de París encara existeix, encara que ara utilitza la llengua de signes francès actual a classe en comptes de la llengua de signes creada per l'Épée. Situada a la rue Saint-Jacques de París, és una de les quatre escoles nacionals per a sords a França; les altres estan a Metz, Chambèri i Bordeus.

## Obres publicades
L'Épée va escriure tres obres:
- de L'Epée, Charles Michel. Institution des sourds et muets, par la voie des signes méthodiques [La institució dels sordmuts, per la via del mètode dels signes] (en francès).  Nyon l'ainé, 1776.
- de L'Epée, Charles Michel. La véritable manière d'instruire les sourds et muets, confirmée par une longue expérience [La veritable manera d'instruir els sords i muts, confirmada per una llarga experiència] (en francès).  París: Nyon l'aîné. «L'Ouvrage que je présente au Public n'est proprement qu'une seconde édition de celui qui a paru en 1776, sous ce titre : Institution des Sourds et Muets, par la voie des Signes méthodiques, & dont il ne reste plus d'exemplaires (L'obra que presento al públic és només una segona edició de l'apareguda al 1776, sota el títol La institució dels sordmuts, per la via del mètode dels signes, de la que ja no queda cap exemplar.»
- També va començar un Dictionnaire général des signes (Diccionari general dels signes) que va ser completat pel seu successor, l'Abat Sicard.